# Le Carroir Bon Air
Le Carroir Bon Air, également appelé dolmen de Ligré, est un dolmen situé sur le territoire de la commune de Ligré dans le département d'Indre-et-Loire. Il classé depuis 1889 aux monuments historiques.

## Description
Situé actuellement au milieu d'un champ cultivé au nord du bourg de Ligré, le dolmen fait 7 mètres de long et 3,5 mètres de large. Rectangulaire, il possède une table de couverture composée de deux pierres distinctes, effondrées vers le centre, soutenues par quatre orthostates ainsi que deux pierres centrales posées au sol, sous le dolmen, qui sont probablement l'une ou les orthostates soutenant initialement l'ensemble de la structure. Les différentes pierres, d'origine locale, sont de calcaire et de grès.
Du fait de sa technique de réalisation – plus long que large avec une importante chambre interne –, le dolmen est considéré comme étant plutôt de type « angevin » sans qu'il y ait de certitude définitive sur la présence ou non d'un « portique » qui pourrait lever le doute, excluant toutefois l'existence à l'origine d'un vestibule qui lui est classiquement associé. Le péristalithe, attesté, qui l'entourait initialement a cependant disparu.

## Historique et protection
Édifié au Néolithique entre le Ve et le IIIe millénaire av. J.-C. comme tous les dolmens de la région, la présence ou non d'un portique le rattachant au type « angevin » reste discutée,, ne permettant pas de définir plus précisément l'intervalle historique d'assemblage du mégalithe. L'absence de mobilier funéraire ou de tombe retrouvés, à ce jour, limitant également les hypothèses. 
Tout comme les palets de Gargantua à Charnizay et ceux de Brizay, le folklore et les légendes locales veulent que ces mégalithes soient le résultat des jeux de palets du célèbre géant littéraire de François Rabelais, Gargantua, qui s'adonnait à ce sport « un pied posé sur le clocher de l'église [Saint-Martin] de Ligré et l'autre sur celui de [l'église Saint-Hilaire] de Lémeré distant de deux lieues » laissant en terre les palets tirés.
Propriété de l'État sur un terrain privé, le dolmen a fait l’objet d'un classement au titre des monuments historiques en 1889.